# Лютичи
Лю́тичи, лу́тичи — экзоэтноним полабского союза племён, живших между Одером и Эльбой.

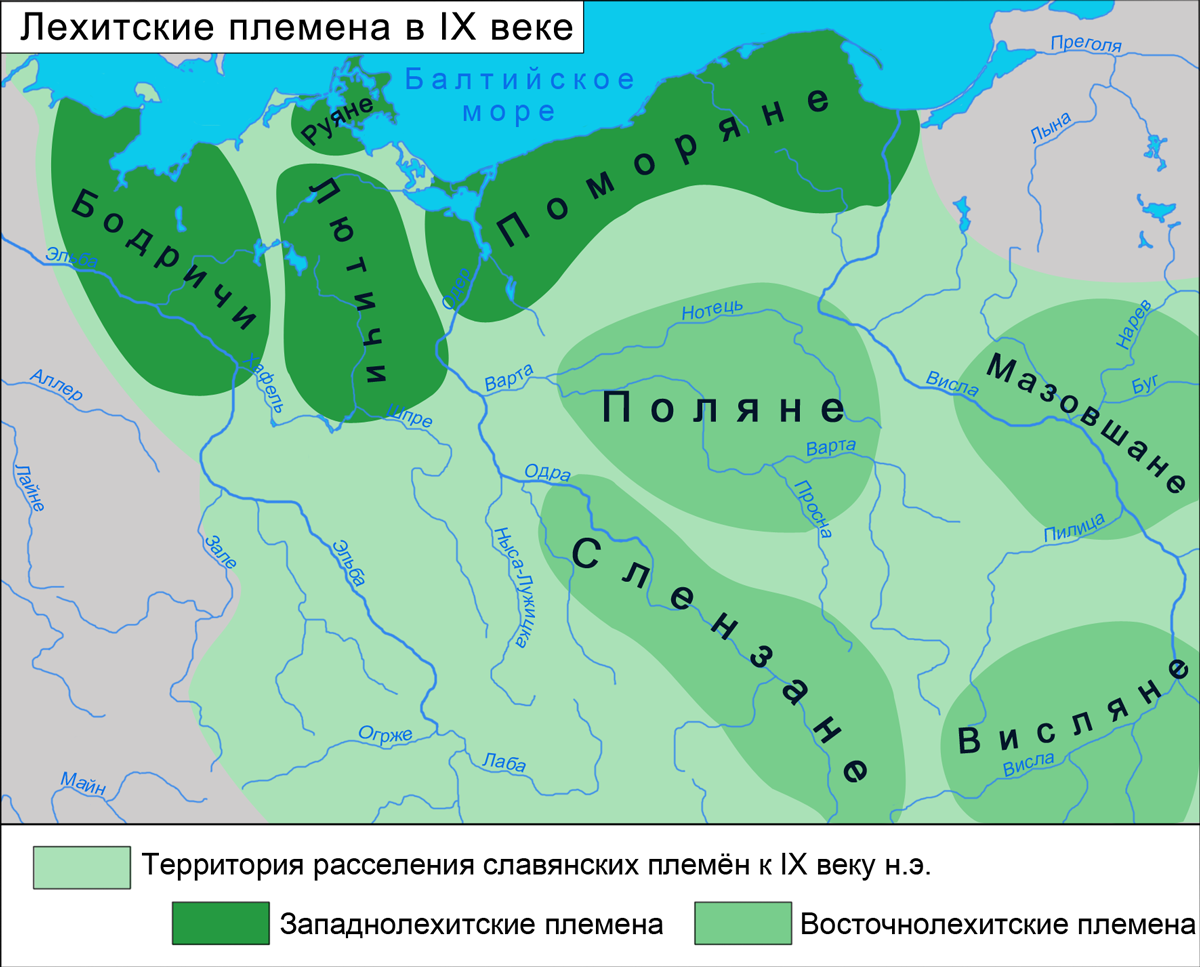
Карта расселения лехитских племён

Один из племенных союзов так называемых полабских славян — автохтонного к VII веку н. э. славянского населения современной северной, северо-западной и восточной Германии. Помимо лютичей, в состав полабских славян входили племенные союзы бодричей (ободритов или ререгов) и лужичане (лужицкие сербы, мильчане или просто сербы). Сами лютичи состояли из доленчан, ратарей, хижан, черезпенян, гавелян и спревян.
Самоназванием этого племенного союза было вильцы (нем. Wilzen, Wilsen, Wilciken, Wilkinen) или велеты (нем. Wieleten, Welataben; пол. Wieleci). Франкский историк Эйнхард упоминает, что вильцы называли себя велатабианами.
Баварский географ IX столетия насчитывает у лютичей 95 общин и четыре области. В немецких источниках часто упоминаются как венеды или венды. К X веку велеты становятся известны как лютичи.
В немецком источнике указано что на островах Рюген, Узедом и Воллин и между Одером, Гавелем и Балтийским морем обитали славянские племенные союзы под общим названием лютичи, которые постоянно воевали с франками, саксами и так далее, в основном с норманнами и немцами, и их борьба с ними за свою независимость была чрезвычайно упорной и продолжалась около 400 лет (с VIII по XII столетие).
Даже в XII веке лютичи, в отличие от соседних славянских и германских стран, еще исповедовали свою старую языческую веру и противостояли распространению христианства и влиянию германизации.

## Этноним
Название племени происходит от праслав. *l'utitji «лютые, злые, жестокие» — этнонимы с подобной семантикой нередко встречались у европейских племён эпохи Великого переселения народов и раннего Средневековья. Название Wilzi/Wulzi было «военным» именем племени и обозначало «волки» (*vьlci), подчёркивая храбрость и воинственность племени вплоть до свирепости и жестокости.

## География

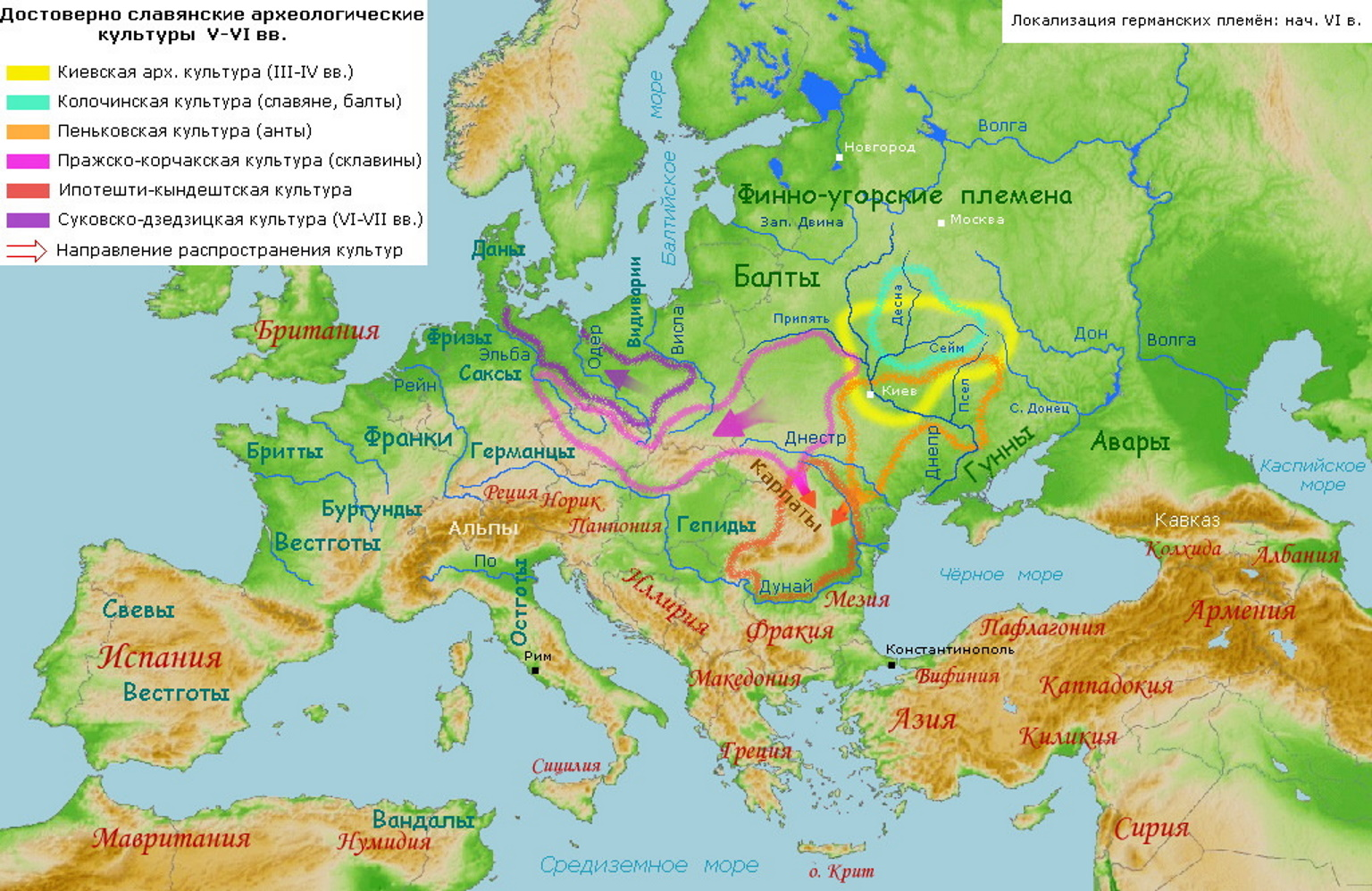
Ранние, предположительно достоверные, славянские археологические культуры, возникшие на основе киевской в V веке, и их распространение на запад и юг Европы. Расселение славян в VI веке выходит за границы культур, так как археологические культуры в регионах частых миграций со времен палеолита зачастую имеют технологический и полиэтничный характер.

Клавдий Птолемей назвал венедов (Οὐενέδαι) одним из самых многочисленных народов Сарматии и разместил их на побережье Балтийского моря к востоку от Вислы. Восточнее венедов на побережье жили по Птолемею некие вельты (Οὐέλται), имя которых предположительно ассоциируют с западнославянскими лютичами-велетами (veletabi в германских средневековых хрониках). К югу от венедов обитали гифоны, галинды и судины. Если первое племя неизвестно, то другие два народа ассоциируются с восточнопрусскими балтоязычными племенами, известными на Руси как голядь и ятвяги (судовиты).
Лютичи проживали на территориях нынешних немецких федеральных земель Мекленбург — Передняя Померания и Бранденбург (север Бранденбурга). Обе земли находятся в восточной Германии.
Отрывок из «Баварского географа»:
Описание городов и земель к северу от Дуная.
(1) Те, которые ближе всего сидят к пределам данов, зовутся нортабтричи (Nortabtrezi, ободриты); область их, в которой — 53 города, раздельно [управляется] их герцогами.
(2) Вильцы (Uuilci, лютичи), у которых 95 городов и 4 области.
По мнению историка Д. Е. Мишина, племя лютичей (вильцев) под названием Veletabi упоминается под 965 годом арабоязычным купцом и путешественником из Тортосы Ибрагимом ибн Якубом, сведения которого сохранились в составе сочинения географа аль-Бакри «Книга путей и государств» (около 1068 г.).
С лютичами традиционно идентифицируются представители суковско-дзедзицкой культуры.

## Верования и культура
Центром союза лютичей было святилище Радогост в городе Ретра, в котором почитался бог Сварожич. Это святилище находилось на землях ратарей (редариев, ретрян), которые были самым могущественным племенем в племенном союзе лютичей. Все решения принимались на большом племенном собрании, а центральная власть отсутствовала. Этот город был разрушен датчанами при короле Вальдемаре I, во время войн, проводимых уже принявшими на тот момент христианство немецкими государствами против земель полабских славян, с целью присоединения этих богатых земель к немецким государствам и обращения местного населения в христианство. Датчане, в частности, принимали участие в этих войнах преследуя своей целью, помимо распространения христианства, ещё и защиту от лютичей, а также месть за нападения и разорения, которые до этого совершали лютичи в отношении Дании; наконец, целью являлось освобождение от дани, которую выплачивали лютичам некоторые датские провинции.

Карта Франкской империи — территориальные расширения от 481 до 814 г.

## История

### Войны с Франкской империей Карла Великого
Согласно MGH и Анналам королевства франков, в 789 г. Карл Великий совершил поход против вильцев (лютичей), причиной похода послужило то, что лютичи постоянно беспокоили своих северных соседей ободритов — союзников франков. После того как франко-саксонское войско переправились через р. Эльбу, к нему присоединились сорбы и ободриты во главе с князем Вышаном. Вильцы не смогли долго сопротивляться, покорились и выдали заложников. Карл I доверил завоеванную страну князю ободритов Драговиту (Дражко), убитому около 810 г. Лютичи были отброшены до реки Пены

### Войны со Священной Римской империей
Лютичи возглавили славянское восстание 983 года против германской колонизации земель восточнее Эльбы, в результате которого колонизация приостановилась почти на двести лет.
Император Оттон III продолжал бороться с ними, например, при поддержке польского князя Болеслава I в кампании 995 года, но преемник Оттона, Генрих II, смог привлечь их в качестве союзников против Болеслава I в 1003 году в Кведлинбурге, и они смогли участвовать в походах против него в 1005 и 1017 годах. Это, однако, привело к нескольким польским вторжениям на территорию лютичей. Союз с немцами, направленный против Польши, продлился недолго; уже в 1036 и 1045 годах были немецкие походы на территорию лютичей, в которых имперская армия была полностью разгромлена. В 1056 году лютичи успешно отразили наступление имперской армии в сражении при Пренцлове.
Военные и политические успехи усилили в лютичах приверженность язычеству и языческим обычаям, что относилось и к родственным бодричам. Однако в 1050-х среди племён лютичей разразилась междоусобная война и изменила их положение. Союз быстро терял мощь и влияние, а после того, как центральное святилище в городе Ретра было разрушено саксонским герцогом Лотарем в 1125, союз окончательно распался. В течение последующих десятилетий саксонские герцоги постепенно расширили свои владения на восток и покорили земли лютичей.

### Подчинение лютичей империи
Вендский крестовый поход 1147 года окончательно подчинил ободритов и лютичей власти Священной Римской империи. Немецкие колонизаторы облагали лютичей данью, обращали христианство, завладевали их землями, закрепощали, заселяли их земли немецкими колонистами, и в конечном итоге покорили. После периода датского владычества в северной части империи герцогства Померания и Мекленбург (преемник государства ободритов), а также маркграфство Бранденбург (преемник Северной марки) объединились в бывших лютичских областях. В ходе германизации в XIII веке лютичи были ассимилированы немецкими поселенцами, в конечном итоге став частью немецкого народа.